# كيري ريد
كيري ريد (بالإنجليزية: Kerry Reid)‏ مواليد 7 أغسطس 1947 في نيوساوث ويلز، هي لاعبة كرة مضرب أسترالية سابقة وكانت تلعب باليد اليمنى، اعتزلت اللعب في 1979. كما أنها إحدى بطلات الجراند سلام. أعلى تصنيف لها في الفردي كان المركز الـ 7 في سنة 1976.

## بطولات حققتها
- بطولة ويمبلدون
- بطولة أستراليا المفتوحة للتنس

## النهائيات

### الفردي: 3 (الألقاب 1, الوصافة 2)
| الحصيلة | السنة | البطولة                     | الأرضية | المنافس           | النتيجة  |
| ------- | ----- | --------------------------- | ------- | ----------------- | -------- |
| الوصافة | 1970  | أستراليا المفتوحة           | عشبية   | مارغريت سميث كورت | 6–3, 6–1 |
| الوصافة | 1972  | بطولة أمريكا المفتوحة للتنس | عشبية   | بيلي جين كينغ     | 6–3, 7–5 |
| الفوز   | 1977  | أستراليا المفتوحة           | عشبية   | ديان فرومهولتز    | 7–5, 6–2 |

## الخط الزمني للفردي
مفتاح
| ف | ن | ن.ن | ر.ن | د# | د.م | ل | أ.أ | ت | غ | ب | ف | ذ | م.خ | ل.ت |

(ف) فاز بالبطولة (ن) وصل النهائي (ن.ن) نصف النهائي (ر.ن) ربع النهائي (د#) الأدوار الأربعة الأولى (د.م) دور المجموعات (ل) شارك في كأس ديفيز (أ.أ) خرج من الأدوار الاولى (ت) خسر التصفيات التأهيلية (غ) غاب عن الحدث أو البطولة (ب) حصل على ميدالية برونزية (ف) حصل على ميدالية فضية (ذ) حصل على ميدالية ذهبية (م.خ) بطولة الماسترز خُفضت إلى مرتبة أقل (ل.ت) البطولة لم تعقد في السنة المعينة.
لتجنب الارتباك وازدواجية الحساب، يتم تحديث هذه المعلومات إما في نهاية البطولة، أو عندما تكون مشاركة اللاعب في البطولة قد انتهت.
| الدورة                        | 1963  | 1964  | 1965  | 1966  | 1967  | 1968  | 1969  | 1970  | 1971  | 1972  | 1973  | 1974  | 1975  | 1976  | 1977  | 1977  | 1978  | 1979  | إجمالي ف/م |
| ----------------------------- | ----- | ----- | ----- | ----- | ----- | ----- | ----- | ----- | ----- | ----- | ----- | ----- | ----- | ----- | ----- | ----- | ----- | ----- | ---------- |
| بطولة أستراليا المفتوحة للتنس | د3    | د2    | د3    | ن.ن   | ن.ن   | د3    | ن.ن   | ن     | غ     | غ     | ن.ن   | ن.ن   | د2    | د1    | ف     | ن.ن   | غ     | غ     | 1 / 14     |
| دورة رولان غاروس الدولية      | غ     | غ     | غ     | د1    | ن.ن   | د4    | غ     | د1    | د2    | د4    | غ     | غ     | غ     | غ     | غ     | غ     | غ     | غ     | 0 / 6      |
| بطولة ويمبلدون                | غ     | غ     | غ     | د3    | د3    | د3    | د2    | د4    | ر.ن   | د3    | ر.ن   | ن.ن   | د2    | ر.ن   | ر.ن   | ر.ن   | د4    | د4    | 0 / 14     |
| بطولة أمريكا المفتوحة للتنس   | غ     | غ     | غ     | ن.ن   | د4    | غ     | د1    | ر.ن   | ن.ن   | ن     | ر.ن   | ر.ن   | ر.ن   | د2    | د4    | د4    | د4    | ر.ن   | 0 / 13     |
| م.ف                           | 0 / 1 | 0 / 1 | 0 / 1 | 0 / 4 | 0 / 4 | 0 / 3 | 0 / 3 | 0 / 4 | 0 / 3 | 0 / 3 | 0 / 3 | 0 / 3 | 0 / 3 | 0 / 3 | 1 / 4 | 1 / 4 | 0 / 2 | 0 / 2 | 1 / 47     |
| تصنيف نهاية العام             |       |       |       |       |       |       |       |       |       |       |       |       | 10    | 8     | 10    | 10    | 9     | 9     |            |

- إجمالي ف / م = إجمالي الفوز والمشاركة

## روابط خارجية
- كيري ريد على موقع رابطة محترفات التنس (الإنجليزية)
- كيري ريد على موقع الاتحاد الدولي لكرة المضرب (الإنجليزية)
- كيري ريد على موقع كأس بيلي جين كينغ (الإنجليزية)
- كيري ريد على موقع اتحاد التنس الأسترالي (الإنجليزية)
- كيري ريد على موقع خلاصة التنس.كوم (الإنجليزية)